# Mount Washington (Los Angeles)
Mount Washington ist ein Stadtteil im Nordosten der US-amerikanischen Millionenstadt Los Angeles.

## Lage
Mount Washington grenzt an die Stadtteile Eagle Rock im Norden und Highland Park im Norden und Nordosten, Montecito Heights und Lincoln Heights im Osten, Cypress Park im Süden und Glassell Park im Westen. Das Viertel erstreckt sich über den als Mount Washington bezeichneten Hügel und bietet hierdurch eine Aussicht über das Los-Angeles-Becken bis hin zum Hafen Los Angeles bei San Pedro.

## Bevölkerung
Laut der Volkszählung 2000 lebten zu diesem Zeitpunkt 12.728 Personen in Mount Washington. Nach Schätzungen der Planungskommission der Stadt Los Angeles lebten 2008 dort 13.531 Einwohner in dem Viertel. Die Mehrheit der Bewohner (61,2 %) waren 2000 Latinos, 20,8 % waren weiß. 41,5 % wurden außerhalb der USA geboren.

## Geschichte
Die Entwicklung des Viertels begann 1909, als Robert Marsh auf der Spitze des Mount Washington ein Hotel errichtete. Er hat das Land des heutigen Stadtteils mit einem Partner erworben. Das Hotel war nach dem Vorbild des Angels Flight durch eine Standseilbahn mit einer Station am Fuße der Erhebung verbunden. Das Hotel sollte als Werbung für den Verkauf der Grundstücke drumherum dienen. Unterstützt wurde dies durch eine Anzeigenkampagne. 1912 wurde die Eldred Street angelegt, die zur Spitze des Mount Washington führt. Diese Straße ist mit einer Steigung von 33 % kurz vor der Baxter Street in Echo Park (32 %) die steilste Straße in Los Angeles, und zusätzlich die steilste Straße in Kalifornien. Das Hotel schloss 1916. Das Gebäude wurde kurzzeitig von der Jungenschule Mount Washington Military School und dann als Krankenhaus genutzt, stand aber ab 1925 leer. Die Standseilbahn wurde wegen Sicherheitsbedenken 1918 durch Inspektoren der Stadt Los Angeles geschlossen. Das ehemalige Hotel wurde schließlich von dem indischen Yoga-Lehrer Paramahansa Yogananda erworben und wird seither von der Self-Realization Fellowship als Zentrum genutzt.
Die im Laufe der Zeit entstandene Bebauung reicht von einfachen Häusern, bis zu teuren Villen und umfasst stilistisch Häuser im Craftman-Stil und Werke von Architekten der Moderne wie Richard Neutra, Gregory Ain oder John Lautner.